# 新坂村
新坂村（しんさかそん）は、広島県神石郡にあった村。現在の神石郡神石高原町、庄原市の一部にあたる。

## 地理
帝釈川、東城川（成羽川）の合流点付近に位置していた。

## 歴史
- 1889年（明治22年）4月1日、町村制の施行により、神石郡新免村、三坂村が合併して村制施行し、新坂村が発足[1][2]。旧村名を継承した、新免、三坂の2大字を編成[1]。
- 1924年（大正13年）帝釈峡の発電所が竣工[1]。
- 1955年（昭和30年）4月1日、新坂村を二分割し、大字新免（一部）・三坂（一部）は神石郡油木町、小野村と合併して油木町が存続。残部の大字新免（一部）・三坂（一部）は比婆郡東城町、小奴可村、八幡村、田森村、久代村、帝釈村と合併し東城町が存続して廃止された[1][2]。

### 地名の由来
合併旧村名の各一文字を組み合わせたもの。

## 産業
- 農業、コンニャクイモ、葉煙草、和牛[1]